# Ле Муан д’Ибервиль, Пьер
Пьер Ле Муан д’Ибервиль (фр. Pierre Le Moyne, sieur d'Iberville et d'Ardillières; 16 июля 1661 — 9 июля 1706, Гавана) — французский военный, капитан судна, исследователь, колониальный администратор, рыцарь ордена Святого Людовика, авантюрист, корсар, торговец и один из основателей французской колонии Луизиана в Новой Франции.
В молодости он поступил на службу моряком и служил добровольцем под командованием шевалье де Труа в Гудзоновом заливе. В 1686 году он начал блестящую карьеру солдата и моряка и принял участие во многих экспедициях против англичан. В 1690 году он захватил английскую факторию в форте Северн.
В 1694 году во главе французского флота он отплыл на север от Квебека, чтобы захватить форты, принадлежавшие компании Гудзонова залива. Экспедиция увенчалась успехом — д’Ибервиль взял Форт-Йорк и переименовал его в Форт-Бурбон. В 1696—1697 успешно воевал с англичанами у берегов Ньюфаундленда, разрушив почти все английские поселения на восточном побережье. В сентябре 1697 года он потопил два английских корабля в Гудзоновом заливе.
Ибервиль отплыл во Францию в 1697 году, и морской министр приказал ему организовать экспедицию, чтобы заново открыть устье реки Миссисипи и изучить возможность основания колонии Луизиана. Его считают основателем колонии Луизианы и ее первым губернатором. Он занимал эту должность в 1699—1702 годах. В этот период он исследовал низовья Миссисипи, а в 1699 году основал форт Морепа.
В 1706 году д’Ибервиль захватил остров Невис у англичан. Он прибыл в Гавану, чтобы попросить у испанцев подкрепления для нападения на провинцию Каролина, но заболел желтой лихорадкой и умер в Гаване.
В последующие века в его честь было воздвигнуто множество памятников в районах, где он работал.